# Свято-Духовский скит (Ле-Мениль-Сен-Дени)
Свя́то-Ду́ховский скит (фр. Ermitage (skit) du Saint-Esprit au Mesnil-Saint-Denis) — один из первых православных мужских монастырей Корсунской епархии, расположенный в коммуне Ле-Мениль-Сен-Дени во Франции.

## История
Скит основан протоиереем Андреем Сергеенко в 1933 году в местечке Ле-Мениль-Сен-Дени, в небольшой долине Поммере близ Парижа, как место уединения и молитвы. В лесу дю Фэ был построен храм и дом. После окончания Второй мировой войны протоиерей Андрей вернулся в СССР, где занял должность профессора сначала Ленинградской, а затем Московской духовной академии. Перед отъездом руководство скитом протоиерей Андрей поручил архимандриту Сергию (Шевичу), настоятелю прихода в Ванве. Духовным сыном архимандрита Сергия являлся знаменитый монах-иконописец Григорий (Круг). Монах Григорий расписал храм скита Святого Духа и прожил в обители более 20 лет, скончавшись 12 июня 1969 года. Благодаря росписям Григория (Круга) и выполненному им иконостасу, скит стал широко известен как во Франции, так и в Западной Европе.
Храм Свято-Духовского скита построен в традиционном русском стиле, трёхпрестольный. Над центральным нефом, сооружённым протоиереем Андреем Сергеенко, возвышается один большой купол. Благодаря усилиям инока Григория были пристроены ещё два придела. После своей кончины иконописец Григорий был похоронен у Свято-Духовской церкви скита. Его могила стала местом паломничества.
После кончины архимандрит Сергия (Шевича) новым игуменом скита стал Варсонофий (Феррье), который закончил архитектурный ансамбль постройкой паперти и свода над алтарём, увенчав их небольшими куполами.
С умножением монахов в Свято-Духовском скиту были построены новые келлии, а у входа в него сооружен деревянный грот. В 1988 году в честь юбилея 1000-летия Крещения Руси, в скиту была построена крестильня.
Свято-Духовский скит тесно связан со Святой Горой Афон, так как часть его братии в своё время стала насельниками ряда афонских монастырей.
19 марта 2013 года Министерством культуры Франции скиту был присвоен статус «культурного наследия XX века».
9 июня 2014 года Министерством культуры Франции храму в честь святого Духа было присуждено звание «Памятник архитектуры Франции XX века».